# هتل عشتار
هتل عشتار گراند کریستال (عربی: فندق عشتار) (شرایتون سابق) در بغداد، عراق واقع شده‌است، این هتل در سال ۱۹۸۲ ساخته شد، این هتل دومین ساختمان بلند در پایتخت عراق بعد از برج بغداد می‌باشد. تعداد طبقات این هتل ۱۶ طبقه و ارتفاع هتل ۱۱۸ متر بالای سطح دریا می‌باشد. ساختمان این هتل از سبک معماری بغدادی بهره برده‌است و در سمت الرصافه رود دجله ساخته شده‌است و یکی از هتل‌های درجه ممتاز به حساب می‌آید. این هتل بدون اجازه تا ۲۲ سال بعد از نام شرایتون استفاده کرد.

## ویژگی‌ها
این هتل دارای ۳۱۰ اتاق و بیشتر از ۵۰ آپارتمان و اتاق‌های مجلل کوچک و خاص می‌باشد، این هتل همچنین دارای تعدادی سالن بزرگ برای برگزاری کنفرانس‌ها و نشست‌ها، استخر برای شنا، کافه تریا و رستوران، حمام‌های سونا، سالن‌های آرایش و زیبایی و مشرف بر رود دجله می‌باشد.

## نگارخانه

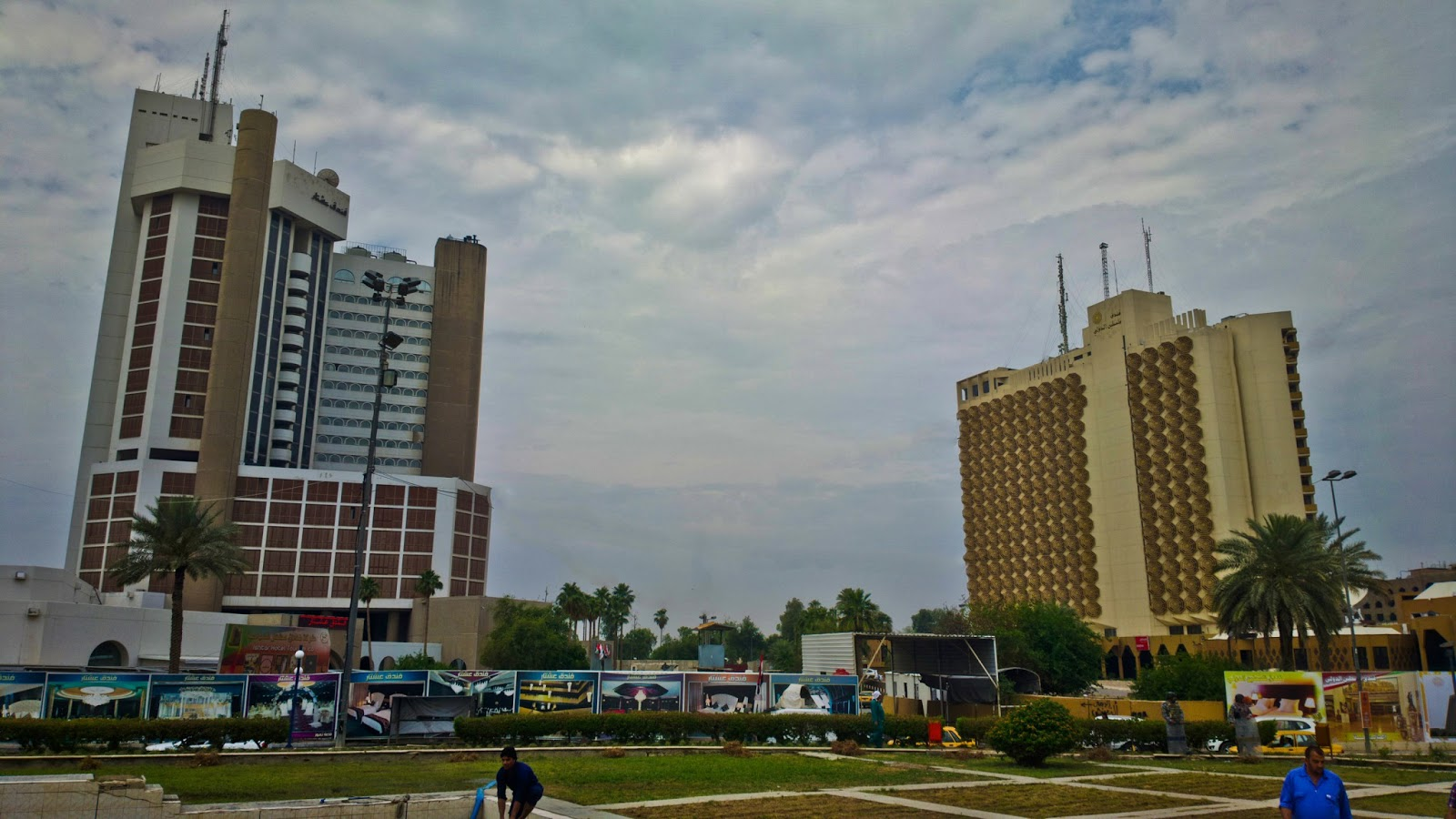
هتل عشتار گراند کریستال در سمت چپ و هتل فلسطین در سمت راست قرار دارد.
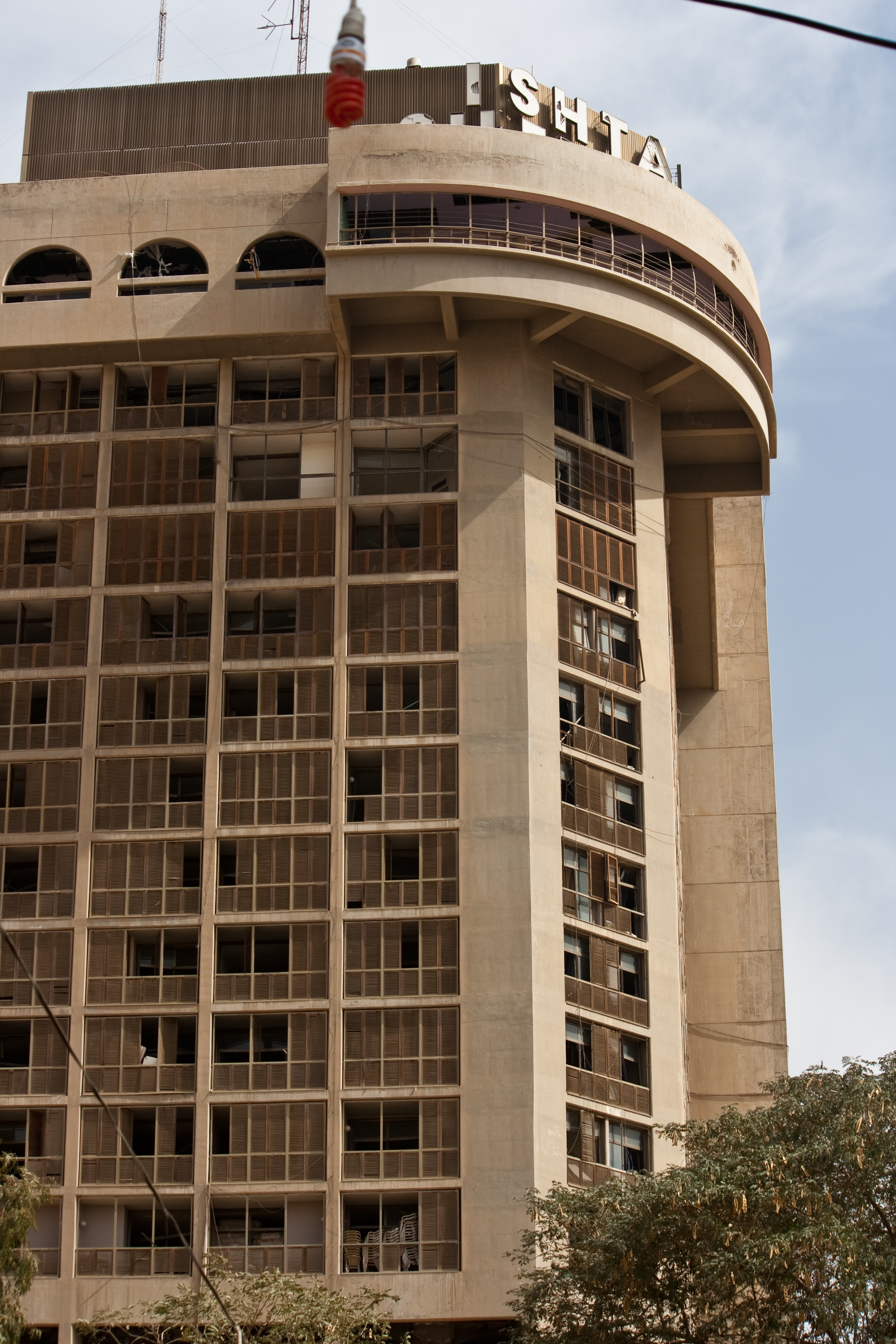
هتل عشتار ۲۰۱۰.
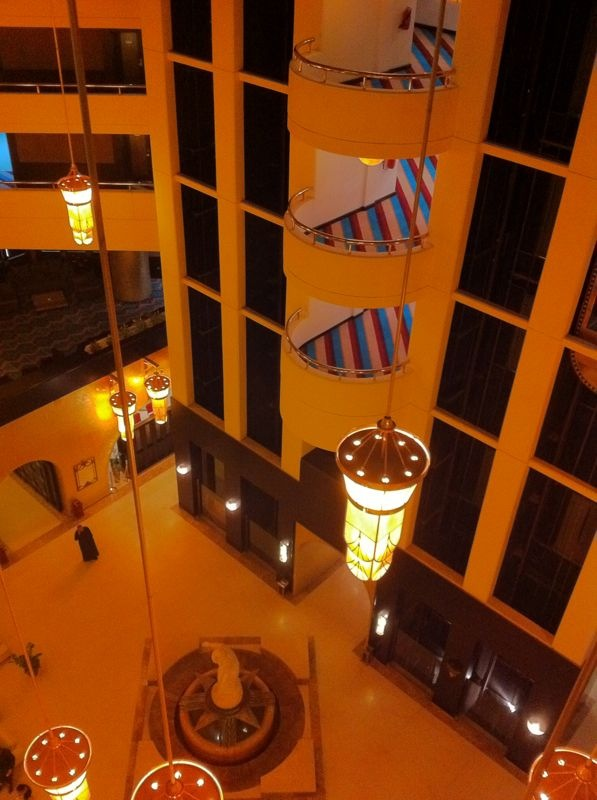
هتل عشتار شرایتون ۲۰۱۱.
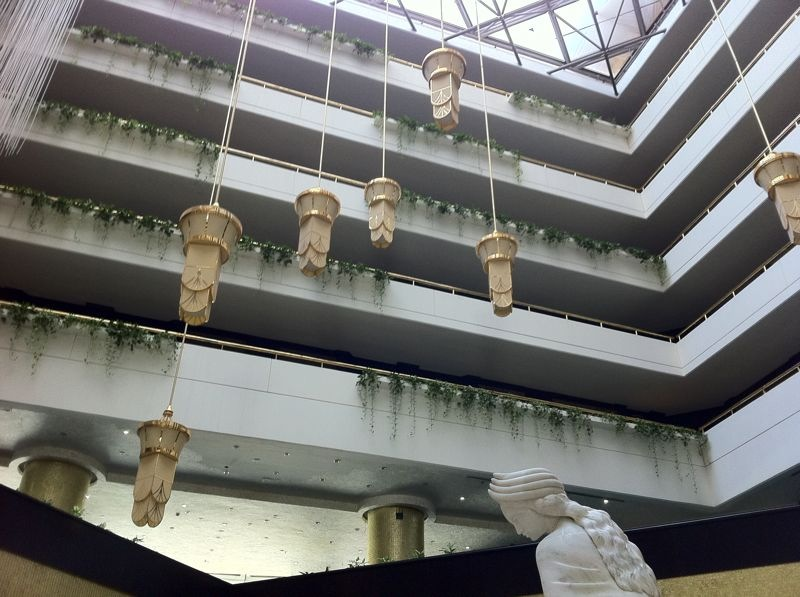
عشتار شرایتون هتل ۲۰۱۱.